# Antonio Rubio de Rueda
Antonio Rubio, lat. Ruvius, né à La Roda en 1548, mort à Alcalá de Henares le 8 mars 1615, est un jésuite et philosophe espagnol.

## Biographie
Entré dans la Province de Tolède le 18 avril 1569, il passa ensuite en 1576 à celle de Nouvelle-Espagne, où il fit la profession des quatre vœux le 4 janvier 1587. Il était docteur de l'Université royale et pontificale du Mexique, et enseigna pendant 6 ans la philosophie et 16 ans la théologie à Mexico. Il retourna en 1599 en Espagne pour imprimer ses œuvres, où il résida au collège d'Alcalá de Henares, où il mourut en 1615. Dès son retour, il fut toutefois envoyé en 1599 comme procurateur de sa province à Rome. Son œuvre eut un grand rayonnement (il fait partie des quelques scolastiques que cite René Descartes pour son enseignement. Ses ouvrages figurent parmi les best-sellers de la scolastique jésuite de la première génération, ayant été édités plus de 50 fois entre 1603 et 1644 : Logique (1603 ; 18 éditions entre 1603 et 1641), Physique (1605, 12 éditions), De ortu et interitu (1609, 7 éditions), De Anima (1611, 8 éditions), et De cœlo et mundo (1617 à titre posthume, 9 éditions). Au niveau de la logique et de la psychologie, ces traités de Rubio sont souvent bien plus complets et subtils que ceux des Conimbricenses, en général plus étudiés. Sa logique comprend par exemple un très complet Tractatus de nominum analogia (intégré au Commentaire sur les catégories).

## Œuvres
- Logica mexicana, sive Commentarii in Universam Aristotelis Logicam (Coloniæ Agrippinæ, 1605) ; (Parisiis, 1615) ; Logica mexicana, hoc est commentarii breviores et maxime perspicui in universam Aristotelis dialecticam (Lugduni, 1620) ; (Brixiæ, 1626). Une autre version sous le titre de Commentarii in universam Aristotelis dialecticam, magnam et parvam, una cum dubiis et quæstionibus hac tempestate circa utramque agitari solitis (Compluti, 1603) ; (Compluti, 1610).
- Poeticarum institutionum liber variis ethnicorum christianorumque exemplis illustratus, ad usum studiosæ iuventutis (Mexici, 1605).
- Commentarii in libros Aristotelis de Anima cum quæstionibus agitari solitis (editio princeps : Alcala, 1611; autres éditions : Köln, 1613 ; Lyon, 1613 ; Madrid, 1616 ; Lyon, 1620 ; Brescia, 1626).
- Commentarii in libros Aristotelis de physico auditu seu Auscultatione (Madrid, 1605) ; (Valentiae, 1606) ; (Lugduni, 1611) ; (Compluti, 1613) ; (Lugduni, Pillehotte, 1620) ; (Lugduni, 1640).
- Commentarii in libros Aristotelis de cœlo et mundo, Madrid, 1615 ; Köln, 1617 ; Lyon, Jean Pillehotte, 1620.
- Commentarii in libros Aristotelis de ortu et interitu rerum naturalium, seu de generatione et corruptione, Matriti, 1609 ; Madrid, 1615 ; Coloniæ, 1619 ; Lugduni, Pillehotte, 1620 ; Brixiæ, 1626.